# 摂取寺
摂取寺（せっしゅじ）は、熊本県宇城市小川町北部田に所在する浄土宗の寺院である。山号は海雲山。

## 概要

### 開基
元禄4年（1691年）4月9日、肥後国八代町の荘厳寺住職准誉により開基される。

### 開基以前
応仁の乱後の戦国時代、天文年間から弘治年間（1532年 – 1558年）にかけて、兵乱により大破し、寛文年間（1624年 – 1644年）に再建されたとの伝えがある。阿蘇家の古文書には「天文19年（1550年）12月8日阿蘇惟豊は益城郡内の守山のうち、摂取寺3町を宛てがっている」との記述がある。また、一切経（黄檗版大蔵経（鉄眼版））で知られる黄檗宗の禅僧・鉄眼道光の事を記した「鉄眼禅師行実」には、鉄眼は、寛永19年（1642年）の13歳の時より17歳まで、摂取寺の海雲和尚について仏教の勉強をした、とある。
以上のことより、准誉による開基以前より、何らかの形で僧職が宗教活動を行なっていたことがわかる。それらの活動を含めると、寺院の歴史は少なくとも500年以上に及ぶと言われている。

## 行事
- 1月25日 – 法然上人の御忌会（ぎょきえ）
- 2月15日 – お釈迦様の涅槃会（ねはんえ）
- 4月8日 – 花まつり
- 8月25日 – お施餓鬼会（せがきえ）
- 9月18日 – 清水観音祭り

## 文化財
- 涅槃会図（狩野幸信画）
- 来迎仏絵図（福仏恩春画）

## その他
境内
- 清水観音堂
- 肥後国藩主細川家の4人（2代忠興公、3代忠利公、4代光尚公、宇土支藩初代行孝公）の位牌が納められており、細川家と関係が深かったことがわかる。